# Пушкинская улица (Великий Новгород)
Пу́шкинская — одна из улиц Великого Новгорода. Находится на Торговой стороне на территории исторического Славенского конца.
Начинается от улицы Красилова и проходит до Первомайского переулка. Протяжённость — 300 м.

## История
В древности в этом районе от Торга к валу Окольного города проходила улица Лубяница (Лубянка). Впервые она упоминается в Новгородской первой летописи под 6704 (1196) годом:
В лѣто 6704 заложиста церковь камену святого Кирила в манастырѣ въ Нелѣзенѣ Костянтинъ  и Дмитръ, братеника, [а мастеръ бяше] Коровъ Якович с Лубянѣи улицѣ начаша ю  дѣлати априля , а концаша июня ...
На улице находилась также церковь евангелиста Луки. В XIX — начале XX веков в районе Лубяницы располагались огороды горожан.
- Современная улица была образована и названа Пушкинской решением Новгорисполкома от 26 ноября 1945 года.
- 12 сентября 1991 года решением Совета народных депутатов ей было присвоено название Лубяница.
- 31 мая 1999 года Новгородская городская дума возвратила название Пушкинская улица.

## Лукинский раскоп
В 1993 году Центр организации археологических исследований при НГОМЗ провёл раскопки на Лубянице. Руководители работ — А. С. Хорошев, Е. В. Яременко, О. А. Тарабардина. Площадь раскопа составила 352 м².

## Московская Лубянка
Название Лубянка в Москве впервые упомянуто в летописи в 1480 году, когда Иван III приказал новгородцам, выселенным в Москву после падения республики, селиться в этом месте. Именно при участии новгородцев была построена церковь Святой Софии, по подобию Софийского собора в Новгороде, и именно они назвали этот район Лубянкой, в честь Лубяниц — района Новгорода.